# Ophrydesmus gede
Ophrydesmus gede är en mångfotingart som beskrevs av Cook 1896. Ophrydesmus gede ingår i släktet Ophrydesmus och familjen Cryptodesmidae. Inga underarter finns listade i Catalogue of Life.